# 백민현
백민현(1985년 1월 12일 ~ )은 대한민국의 배우이다.

## 학력
- 동국대학교 연극영화과

## 출연작

### 드라마
- 《누나》 (2006년, MBC) - 윤혁주 역
- 《추락천사 제니》 (2006년, Mnet) - 현세(19세) 역
- 《하얀 거짓말》 (2008년, MBC)
- 《천추태후》 (2009년, KBS2) - 청년 황주소군 김진(금준) 역
- 《당신이 잠든 사이》 (2011년, SBS) - 채우진 역
- 《사랑하는 메종 ~레인보우 로즈~》 (2012년, TV도쿄) - 지후 역
- 《황홀한 이웃》 (2015년, SBS) - 공수거 역
- 《호구의 사랑》 (2015년, tvN) - 강호경에게 차인 남자 역
- 《미치지 않고서야》 (2021년, MBC) - 안준수 역
- 《우리가 사랑했던 모든 것》 (2023년, TVING)
- 《소용없어 거짓말》 (2023년, tvN) - 오 기자 역

### 영화
- 《아랑》 (2006년) - 준호 역
- 《괴기맨숀》 (2021년) - 편집장 역 (우정출연)